# Magdalénien
Magdalenién je archeologická kultura zaujímající svrchní (pozdní) část mladého paleolitu (přibližně 17 až 11 tisíc let BP). Jedná se o poslední velkou civilizaci období paleolitu. Je pojmenován dle eponymní lokality la Madeleine v Dordogne ve Francii.

## Dějiny bádání
Eponymní lokalita byla kopána v 60. letech 19. století francouzským paleontologem Édouardem Lartetem. Lartet na základě paleontologických nálezů rozdělil paleolit na 4 období (kdy první je nejmladší a čtvrté nejstarší), přičemž magdalénien v jeho rozdělení znamená druhou nejmladší fázi zvanou „doba sobů“ (popř. „období lovců sobů“).
Na Lartetovu práci navázal geolog a paleontolog Louis Laurent Gabriel de Mortillet, který přejal soudobou geologickou praxi nazývat období dle typických lokalit. Mortillet rozdělil Lartetovo období sobů na dvě samostatná období — starší solutréen (dle lokality La Roche de Solutrée) a mladší magdalénien.
Na počátku 20. století vydělil francouzský římskokatolický kněz a významný paleolitik Henri Breuil šest fází magdaleniénu, a to na základě typologie kamenné štípané industrie.

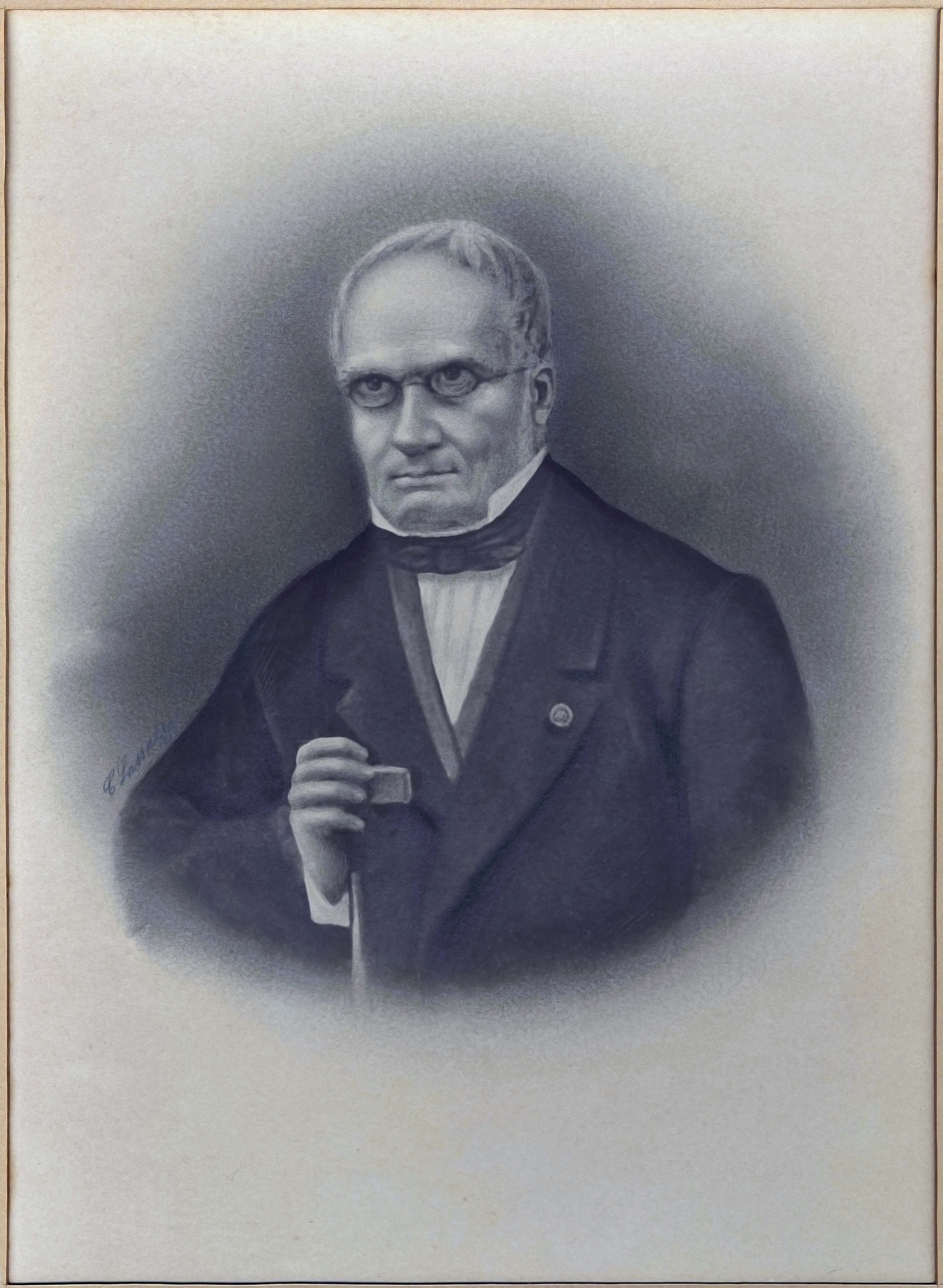
Édouard Lartet
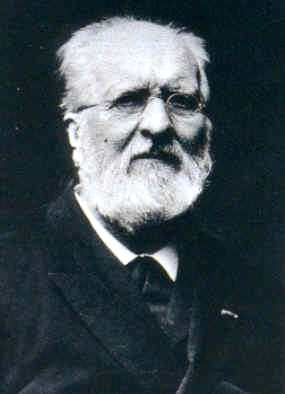
Louis Laurent Gabriel de Mortillet
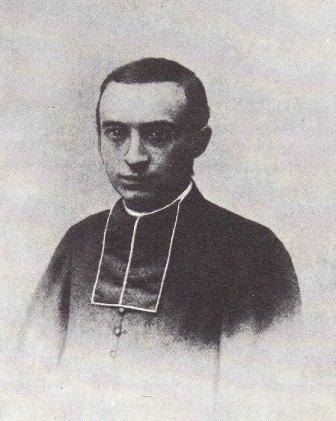
Abbé Henri Breuil

## Rozšíření

Rozšíření magdalénského osídlení

Magdalénien je dokumentován ve Španělsku v Kantábrii, v oblasti Pyrenejí, ve Francii, s výjimkou Provence a Normandie, v zemích Beneluxu, v Německu, Švýcarsku, Rakousku, Polsku, a v severovýchodním Slovensku. Do Čech se dostával pravděpodobně ze západu či severozápadu, na Moravu, která tvoří východní hranici jeho rozšíření, pak od jihu z oblasti Podunají. Obecně se pak zvažuje původ našeho magdalénienu v západoevropském (francouzském) prostředí.

## Klima a přírodní prostředí
Tato kultura se vyskytovala na konci posledního (würmského) glaciálu, kdy se po odeznění posledního ledovcového maxima klima (LGM) mírně oteplovalo a zvlhčovalo. Změny klimatu měly za následek náhlé teplotní výkyvy, známé jako Dansgaardův–Oeschgerův jev. Klima pozdního glaciálu bylo dále poznamenáno střídáním chladnějších období stadiálů (Dryas I a Dryas II) a teplejších interstadiálů (Bölling, Alleröd). Po posledním ledovcovém maximu došlo k ústupu ledovce na sever, což způsobilo nejen rozšiřování životních prostor, ale také posun nástupu ročních období a prodloužení vegetačních období. Významným faktorem bylo tzv. mesoklima (něm.), tedy regionální či lokální klima.
V teplejších obdobích převládala světlá tajga (borovice lesní, bříza), v chladnějších obdobích pak spíše stepi. Obecně měla krajina mozaikovitý charakter, ve kterém se střídaly různé ekosystémy.
Mamut srstnatý se v tomto období stále ještě vyskytoval, byl však již na ústupu. Častý byl výskyt soba polárního, který byl také nejhojněji loveným druhem. Loven byl i kůň (jeho pozůstatky jsou časté zejména na otevřených sídlištích) či jelen lesní. Z menších savců pak mezi lovené druhy patřil například zajíc bělák či liška polární. K dalším (neloveným) druhům patřil nosorožec srstnatý, medvěd jeskynní a již méně častý šavlozubý tygr.
Na konci magdaleniénu docházelo k rozšiřování lesních ploch na úkor stepi či tundry. Podle starších teorií přeměna krajiny pravděpodobně způsobila vyhynutí velkých savců, kteří takto přišli o svůj zdroj obživy. Nověji se však zvažuje, že vyhynutí některých druhů nemůžeme přičítat (pouze) klimatickým změnám, ale zejména činnosti člověka, přičemž klimatické změny celý proces jen urychlily. V každém případě však změny v životním prostředí magdalénských lovců vyvolaly i změny kulturní — magdalenién byl vystřídán kulturami pozdního paleolitu.

## Sídliště

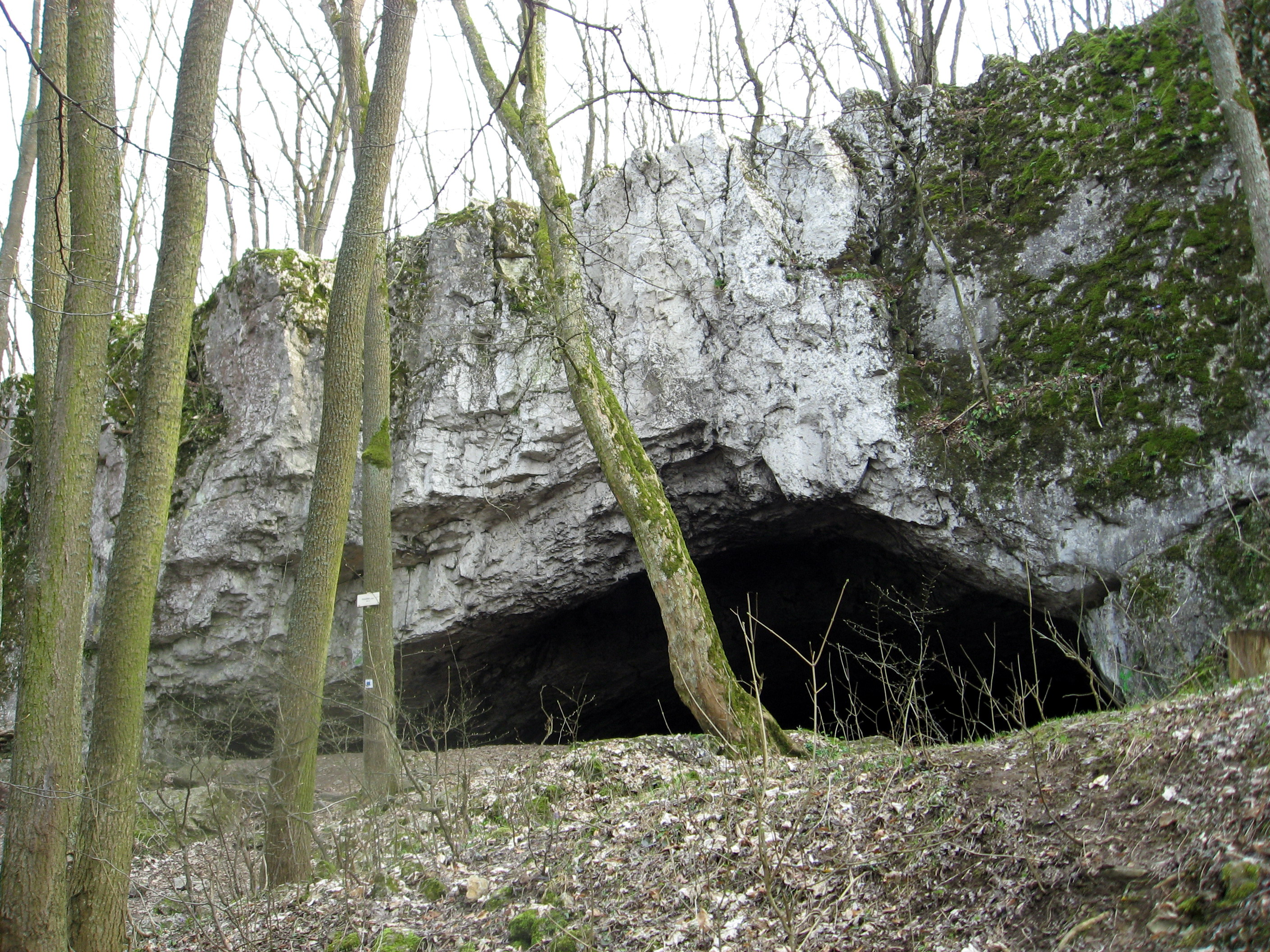
Vchod do jeskyně Pekárna v Moravském krasu

V magdaleniénu byly osídleny zejména jeskyně a skalní převisy, avšak známe i otevřená sídliště (v blízkosti řek či jeskyní). Intenzivně byly tedy osidlovány zejména krasové oblasti. U nás můžeme uvést například poměrně husté osídlení Moravského krasu. Četná malá sídliště jsou považována za krátkodobá letní tábořiště. Některá sídliště byla snad i funkčně specializovaná, objevují se dílenské zóny.

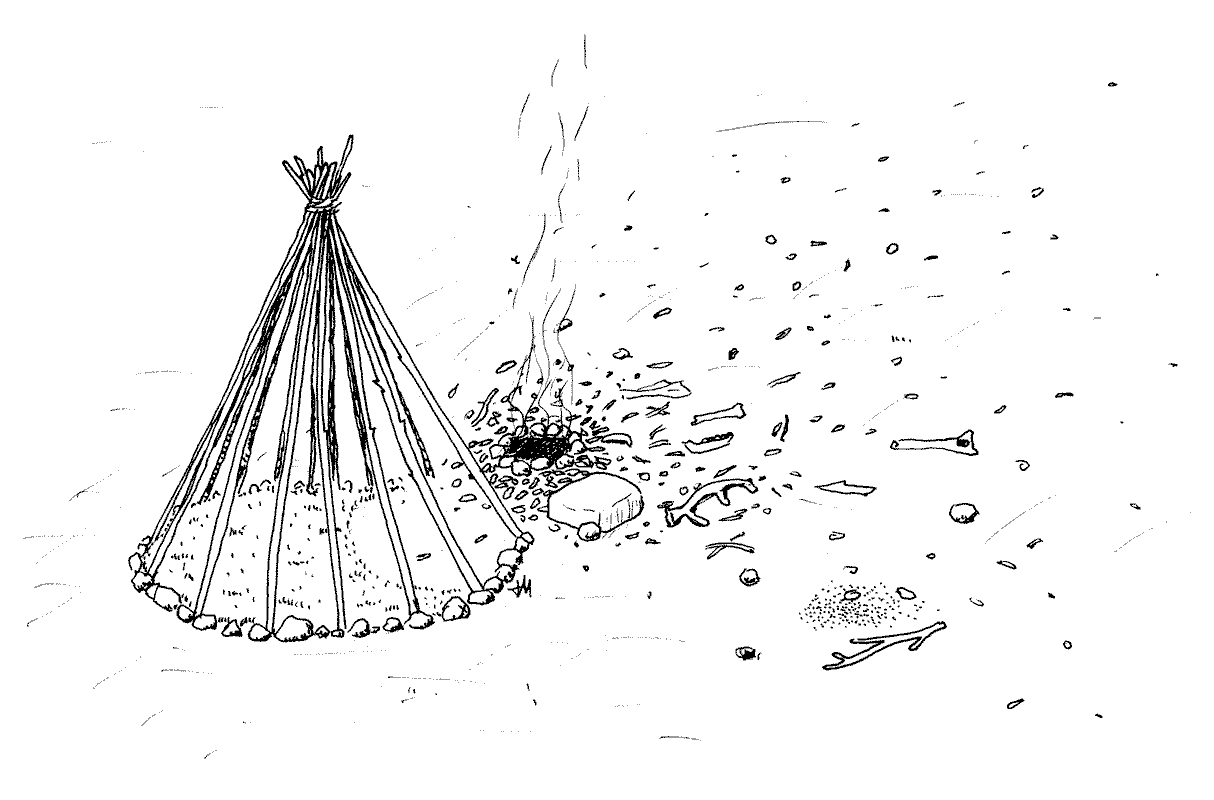
Rekonstrukce magdalénského obydlí na základě nálezů z lokality Pincevent (Francie)

### Česko
Ke zkoumaným magdalénským sídlištím na našem území patří česká lokalita Hostim u Berouna. Na tomto sídlišti byly odkryty zbytky obydlí, dále byl nalezen rozsáhlý soubor štípené industrie (přes 16 000 kusů), nalezeny byly i pozůstatky červeného hematitového barviva a velký počet břidlicových destiček s rytinami koní a sobů.
Asi nejvýznamnější magdalénské sídliště bylo odkryto v jeskyni Pekárna v jižní části Moravského krasu, kde bylo magdalénské osídlení zjištěno na třech místech. Bylo zde odkryto několik ohnišť, množství kamenné štípané i kostěné a parohové industrie (harpuny, jehly, tzv. náčelnické hole). Asi nejvýznamnější jsou nálezy mobilního umění — silně stylizované kostěné ženské figurky a zejména rytiny na koňských žebrech se scénickými vyobrazeními souboje bizonů a pasoucích se koní.
Dalším místem je jeskyně Kůlna.

## Architektura
Magdalénská obydlí byla menší, lehčí, kruhové konstrukce, ačkoliv se vyskytují i pozůstatky příbytků větších rozměrů. Známá je německá lokalita Gönnersdorf, kde byly odkryty pozůstatky po třech větších (zhruba 6–8 metrů) a čtyřech menších stavbách (o průměru zhruba 2,5 metru). Jedna z větších staveb byla vymezena dlažbou z břidlicových desek a valounů. Uprostřed stavby byla jáma po větším — středovém — kůlu, obklopená menšími kůlovými jamkami v odstupu 1,2 metru. Vedle jámy po středovém kůlu bylo odkryto ohniště vyplněné a obložené valouny, které sloužily pro kumulaci tepla. Někteří archeologové spatřují podobnost této konstrukce s mongolskými jurtami.
Pozůstatky menší, kruhové konstrukce s venkovním ohništěm byly odkryty na francouzské lokalitě Pincevent.

### Česko
V Čechách byly pravděpodobně zachyceny pozůstatky magdalénského obydlí na již zmíněné lokalitě Hostim u Berouna. Na otevřeném sídlišti o rozsahu asi 250 m2 byla zjištěna okrouhlá koncentrace desek z diabasového tufu, která měla vnější průměr 7 m a vnitřní průměr něco přes 4 metry. Předpokládá se, že desky vymezující obydlí sloužily k zatížení konstrukčních prvků přístřešku. V prostoru obydlí byly nalezeny také stopy ohniště.

## Pohřební ritus
Množství magdalénských hrobů je známo z území Francie (jedná se o samostatné hroby, pohřebiště se nevyskytují). Patří sem například významný hrob z L'Abri du Cap Blanc (Převis Cap Blanc), kopaný roku 1911 Louisem Capitanem a Denisem Peyronym. Pohřeb mladé dívky obložený kameny byl uložen v blízkosti magdalénského skalního umění (konkrétně před velkým basreliéfem koně), se kterým má přímou, pravděpodobně rituální, souvislost. Další pohřeb pod skalním převisem je znám z Laugerie-Basse (Dordogne). Zde byl lidský skelet pohřben ve skrčené poloze na boku a obklopen množstvím provrtaných lastur (středozemního původu). Pohřeb kopaný koncem 19. století byl uložen mezi velkými kamennými bloky.
Z německé lokality Bonn-Oberkassel je znám hrob asi 50letého muže a mladé, přibližně 20 až 25leté ženy a psa. Jedná se o jeden z nejstarších dokladů domestikace psa (resp. domestikace vlka).
V polské jeskyni Maszycka, zkoumané roku 1883 Godfrydem Ossowskim, byly nalezeny pozůstatky nejméně 16 jedinců. Kosti na sobě nesly znaky řezání a tříštění, které jsou spojovány s antropofágií, tedy kanibalismem.
Z českého a moravského prostředí magdalénské hroby jako takové známy nejsou. Několik zlomků lebek je známo z moravských lokalit.